# Cladura oregona
Cladura oregona är en tvåvingeart som beskrevs av Alexander 1919. Cladura oregona ingår i släktet Cladura och familjen småharkrankar. Inga underarter finns listade i Catalogue of Life.